# Unduloribatidae
Unduloribatidae zijn  een familie van mijten. Bij de familie zijn twee geslachten met negen soorten ingedeeld.